# 虎踞桥 (镇江市)
虎踞桥是位于江苏省镇江市京口区的一座明代桥梁。
虎踞桥是江南运河入江口唯一现存古桥。原为木桥。明朝万历二十年（1592年），镇江府知府蘇兆民将木桥改建为单孔石拱桥，即现存石桥。桥梁横跨镇江城南门外古运河。因位于虎踞门外，故名虎踞桥，俗称老南门桥。明清、民国时期，虎踞桥有多次整修、改造。1961年至1980年期间，曾由市政工程对桥面进行改造。
现存桥身的金刚墙、桥墩、桥拱较完整地保留了明代桥梁建筑风格。桥长30米，宽10米，净跨12米，矢高8米。
2006年，做为京杭大运河的子项，列入第六批全国重点文物保护单位。